# Amado Alonso
Amado Alonso García (Lerín, Navarra, 13 de septiembre de 1896-Arlington, Massachusetts, 26 de mayo de 1952) fue un filólogo, fonetista, lingüista y crítico literario español, nacionalizado argentino, uno de los fundadores de la estilística.

## Biografía
Era hijo de Wenceslao Alonso, natural de Lerín, y Clementa García, natural de Arróniz, en una familia compuesta por otros cuatro hermanos más. Su padre, dedicado tratante de animales, había luchado en la última guerra carlista, así como también en la Guerra Civil, lo que lo convertía en el requeté más viejo de la contienda, por lo cual fue pintado por Ignacio Zuloaga.
Siendo su madre una mujer muy piadosa, en 1907 solicitó su ingreso en el Seminario Conciliar de Pamplona, situado por esos años en la calle Dormitalería de esa ciudad. Estudió humanidades (latín, geografía, historia, poética, francés e italiano) con excelentes calificaciones. En mayo de 1912 ingresó en el Instituto General y Técnico de Pamplona como alumno libre, y finalizó en junio de 1914. Compaginaba sus estudios de bachiller con un trabajo de redactor en el periódico carlista El Pensamiento Navarro. Se trasladó a Vitoria, donde, al tiempo de trabajar como redactor en El Eco de Álava, diario también carlista, terminó sus estudios de bachillerato en el Instituto General y Técnico. Había realizado en cuatro cursos las asignaturas que habitualmente se realizaban en seis, y en 1915 obuvo su título.
Se trasladó a Madrid para estudiar Filosofía y Letras. Mientras realizaba estos estudios fueron hallados en el Archivo General de Navarra, en 1916, cien versos de un cantar de gesta perdido. El archivero, Carlos Marichalar, había contactado con el estudiante Amado Alonso y éste, a su vez, se lo llevó personalmente a Ramón Menéndez Pidal. Tras su estudio, Menéndez Pidal lo bautizó como el Cantar de Roncesvalles. Cuando en 1918 concluyó su licenciatura, Amado Alonso se convirtió en discípulo de Menéndez Pidal en el Centro de Estudios Históricos de Madrid, donde trabajó en fonética, con Tomás Navarro Tomás, y geografía lingüística.
Entre 1922 y 1924 fue lector de español en la Universidad de Hamburgo, donde continuó sus estudios de fonética con Giulio Panconcelli-Calzia. A su regreso a Madrid fue nombrado profesor de español para extranjeros en la Institución Libre de Enseñanza y de Filología en el mismo Centro de Estudios Históricos de Madrid donde conocería a la inglesa Joan Evans, su futura esposa.

### En América
Entre 1927 y 1946 residió en Buenos Aires, donde dirigió el Instituto de Filología de la Universidad de Buenos Aires y fue uno de los colaboradores del periódico La Nación. Pronto fue conocido y admirado en las tertulias y encuentros culturales, en los que entabló amistades con figuras argentinas como Jorge Luis Borges. Rrecibió asimismo a paisanos viejos amigos, como Federico García Lorca en 1933, y ayudó a otros a fundar la Editorial Losada en 1938. Son estos años de guerra civil en España en los que Amado Alonso acoge y recibe a los republicanos españoles, como ocurre con otro viejo conocido, Rafael Alberti. Terminó por adquirir la ciudadanía argentina y siguió colaborando con las universidades estadounidenses. Así, en septiembre de 1941 la Universidad de Chicago le confirió el grado de doctor honoris causa. Disertó sobre el español e impartió cursos durante unos meses en varios centros académicos, entre 1941 y 1942, tras lo cual regresó a Buenos Aires.
La llegada de Perón a la presidencia de Argentina implicó su encarcelamiento durante una semana sin motivos claros, quizá para colocar en su puesto universitario a algún allegado peronista. A la salida de la cárcel, Amado Alonso decidió  aceptar el ofrecimiento de la Universidad de Harvard de la cátedra en español en propiedad. Marchó entonces a vivir a Arlington, Estados Unidos, donde continuó su labor durante el resto de sus días. En su casa recibió a gente como Pedro Salinas, Jorge Guillén, Rafael Lapesa, Dámaso Alonso, Carlos Clavería y Juan Marichalar. Fue nombrado miembro honorario de la Academia de Artes y Ciencias de Bostón, y perteneció a varias academias de Argentina y Brasil.
Desde el verano de 1950 un galopante cáncer fue mermando su actividad, que, con todo, mantuvo hasta el final en la primavera de 1952. Rafael Lapesa, que lo visitó con frecuencia en su fase terminal, recibió además su último legado científico: la Historia de la pronunciación española (De la pronunciación medieval a la moderna en español) culminada en sus dos terceras partes. Lapesa escribía desde Arlington:

  Descanse en paz el gran amigo. Su cuerpo no yace en el nativo terruño de Lerín, en su Navarra; lo alberga un plácido cementerio de Nueva Inglaterra, bajo el aterciopelado verdor del césped y a la sombra de arbustos en flor. 

  Que esta blanda tierra proteja su sueño perdurable.
Rafael Lapesa, Arlington, Mass., junio de 1952

## Trayectoria profesional
Su primer trabajo publicado fue en el ámbito de la historia de la lengua: Augustu > agosto y auguriu > agüero (1922). A partir de este año y hasta 1927 escribe otros ocho artículos, la mayoría de ellos publicados en la Revista de Filología Española. Sin embargo, es durante su residencia en Buenos Aires cuando Alonso publica sus obras más importantes: El problema de la lengua en América (1935), Castellano, español, idioma nacional (1938), Poesía y estilo de Pablo Neruda (1940) y, en colaboración con Pedro Henríquez Ureña, Gramática castellana (1938), obra importante por sus novedosos puntos de vista. Sus numerosos artículos en diarios y revistas fueron recopilados y publicados en Estudios lingüísticos. Temas españoles (1951), Estudios lingüísticos. Temas hispanoamericanos (1953) y Materia y forma en poesía (1955). Póstumamente, se publicaron también los dos tomos de De la pronunciación medieval a la moderna en español, a cargo de Rafael Lapesa. 
Alonso divulgó la metodología del estructuralismo y de las principales corrientes filosóficas de su época. Tradujo en 1945 el Curso de lingüísticá general de Ferdinand de Saussure, al que añadió un importante prólogo, al igual que lo había hecho con la obra de Charles Bally y de Karl Vossler. 
Mientras trabajó en Harvard fundó la Nueva Revista de Filología Hispánica que publica el Colegio de México, para retomar el espíritu de la desaparecida Revista de Filología Hispánica, por él creada y dirigida en Buenos Aires desde 1939 hasta 1946. Entre sus discípulos figuraron Alan S. Trueblood y Juan Bautista Avalle-Arce.
Sus penetrantes estudios en el terreno de la estilística han iluminado algunas cuestiones, como el uso de los diminutivos o de los términos castellano y español, o la comprensión del particular estilo de Pablo Neruda.

## Obras
- Estructura de las sonatas de Valle-Inclán (1928).
- El problema de la lengua en América (1935).
- Castellano, español, idioma nacional. Historia espiritual de tres nombres (1938).
- Gramática castellana (Primer curso, 1938; Segundo curso, 1939) En colaboración con Pedro Henríquez Ureña.
- Poesía y estilo de Pablo Neruda (1940).
- Ensayo sobre la novela histórica: El modernismo (1942).
- Traducción y prólogo del Curso de Lingüística General de F. de Saussure (1945).
- Estudios lingüísticos. Temas españoles (1951).
- Estudios lingüísticos. Temas hispanoamericanos (1953).
- Materia y forma en poesía (1955).
- De la pronunciación medieval a la moderna en español (1955).